# Sexe entre amis
Cet article possède un paronyme, voir Sex Friends.
Pour plus de détails, voir Fiche technique et Distribution.
Sexe entre amis ou Amis modernes au Québec et au Nouveau-Brunswick (Friends with Benefits) est un film américain réalisé par Will Gluck, sorti en salles le 22 juillet 2011 aux États-Unis et au Canada et le 7 septembre 2011 en France.

## Synopsis
Jamie est chasseuse de tête pour un cabinet de recrutement à New York et Dylan est directeur artistique d'une petite start-up à Los Angeles.
Dylan, après six mois de négociation, décide de partir habiter à New York, et accepte le poste de directeur artistique du magazine GQ. Il sympathise donc avec Jamie qui devient très vite sa meilleure amie. Après avoir bu quelques bières, Dylan et Jamie décident d'entamer une relation purement sexuelle et amicale. Il s'ensuit alors une relation complexe qui deviendra très vite une relation de sentiments.
Leur amitié résistera-t-elle à leur amour ?

## Fiche technique
- Titre : Sexe entre amis
- Titre original : Friends with Benefits
- Titre québécois : Amis modernes
- Réalisation : Will Gluck
- Scénario : David A. Newman, Keith Merryman et Will Gluck, d'après une histoire de Harley Peyton (en), Keith Merryman et David A. Newman
- Directeur de la photographie : Michael Grady
- Montage : Tia Nolan
- Distribution des rôles : Lisa Miller Katz
- Direction artistique : Bo Johnson
  - Décors : Marcia Hinds
  - Décorateur de plateau : Cindy Coburn et Alyssa Winter
  - Costumes : Renee Ehrlich Kalfus
- Producteurs : Janet Zucker, Jerry Zucker, Liz Glotzer, Martin Shafer et Will Gluck
  - Coproducteurs : Alicia Emmrich et Nicolas Stern
  - Producteur exécutif : Glenn S. Gainor
- Sociétés de production : Screen Gems, Castle Rock Entertainment, Zucker Productions et Olive Bridge Entertainment
- Distribution : 
  - États-Unis : Screen Gems
  - France : Sony Pictures Releasing
- Format : 35mm et cinéma numérique – 2,35:1 – Couleur
  - Son Dolby Digital – Datasat Digital Sound – SDDS
- Budget : 35 000 000 $
- Pays :  États-Unis
- Langue : anglais
- Durée : 109 minutes
- Genre : Comédie romantique
- Date de sortie en salles : 
  - États-Unis, Canada : 22 juillet 2011
  - France : 7 septembre 2011
- Date de sortie DVD : 
  - États-Unis : 2 décembre 2011[1]
  - France : 11 janvier 2012[2],[3]

## Distribution
- Justin Timberlake (V. F. : Alexis Tomassian ; V. Q. : Nicolas Charbonneaux-Collombet) : Dylan Harper
- Mila Kunis (V. F. : Marjorie Frantz ; V. Q. : Camille Cyr-Desmarais) : Jamie Reliss
- Patricia Clarkson (V. F. : Anne Canovas ; V. Q. : Élise Bertrand) : Lorna, la mère de Jamie
- Jenna Elfman (V. F. : Anne Massoteau ; V. Q. : Natalie Hamel-Roy) : Annie, la sœur de Dylan
- Bryan Greenberg (V. F. : Alexandre Guansé ; V. Q. : Philippe Martin) : Parker
- Richard Jenkins (V. F. : Guy Chapellier ; V. Q. : Guy Nadon) : Monsieur Harper, le père de Dylan
- Woody Harrelson (V. F. : Jérôme Pauwels ; V. Q. : Bernard Fortin) : Tommy
- Nolan Gould (V. Q. : Charles Sirard-Blouin) : Sammy, le fils d'Annie
- Andy Samberg (V. F. : Emmanuel Garijo ; V. Q. : Gabriel Lessard) : Quincy, l'ex de Jamie
- Shaun White (V. F. : Franck Lorrain) : lui-même
- Masi Oka  : Darin Arturo Morena
- Christopher T. Wood : Ira Ungerleider
- Emma Stone (V. F. : Élisabeth Ventura ; V. Q. : Catherine Brunet) : Kayla, l'ex de Dylan
- Lili Mirojnick (V. Q. : Bianca Gervais) : Laura
- Jason Segel (V. F. : Laurent Morteau ; V. Q. : Patrice Dubois) : Brice (non crédité)
- Rashida Jones (V.F. :  Claire Guyot) : Maddison (non créditée)

Sources et légendes : Version française (V. F.) sur RS Doublage et AlloDoublage ; Version québécoise (V. Q.) sur Doublage qc.ca

## Production

### Tournage
La mise en place du lieu de tournage de Sexe entre amis se déroule le 13 juillet 2010. Le tournage du film débute le 20 juillet 2010 dans le quartier de Midtown Manhattan de New York et se poursuit dans Central Park ainsi que dans d'autres quartiers de New York de juillet à août avant de délocaliser la production à Los Angeles, en Californie.

### Bande originale
En juin 2011, il est annoncé que Madison Gate Records va distribuer l'album contenant quinze titres. La bande originale du film est sortie le 19 juin 2011.

## Réception

### Accueil critique
Dans l'ensemble des pays anglophones, Sexe entre amis a été accueilli favorablement par la critique, obtenant un pourcentage de 71 % d'avis positifs sur le site Rotten Tomatoes, basé sur 160 commentaires collectés, dont 114 favorables, et une note moyenne de 6.3⁄10 et un score de 63⁄100 sur le site Metacritic, basé sur 37 commentaires, dont 25 favorables. En France, l'accueil critique est assez modéré, obtenant une note moyenne de 2,5⁄5 sur le site Allociné, ayant recensé onze titres de presse.

### Box-office
Sorti le 22 juillet 2011 aux États-Unis dans 2,926 salles, Sexe entre amis se classe troisième du box-office américain, juste derrière Captain America: First Avenger et Harry Potter et les Reliques de la Mort, 2e partie, avec 18 622 150 $ de recettes totalisées pour son premier week-end d'exploitation, soit une moyenne de 6,364 $ par salles, mais perd trois places le week-end suivant, ainsi que 50,2 % de son précédent résultat en totalisant 9 275 692 $ de recettes durant cette période, soit un cumul de 38 175 973 $ de recettes, soit une moyenne de 3,170 $ par salles. Après neuf semaines à l'affiche, le film finit son exploitation en salles avec 55 802 754 $, rencontrant un certain succès commercial au vu de son budget de production de 35 millions de $. Mais c'est à l'étranger que le long-métrage rencontre un véritable succès commercial, avec un total de 94 681 011 $ de recettes à l'international, portant le cumul du box-office mondial à 150 483 765 $ de recettes.
Sorti le 7 septembre 2011 en France dans 254 salles, le long-métrage fait un excellent démarrage en se classant directement à la première place du box-office français avec 233 815 entrées pour sa première semaine à l'affiche, soit 1 817 763 $ de recettes et une moyenne de 6,980 $ par salles, mais perd quatre places la semaine suivante avec un total de 142 355 entrées pour un cumul de 376 170 entrées, soit 1 101 700 $ de recettes engrangées durant cette période et une moyenne de 4,337 $ par salles, pour un cumul de 3 268 750 $, perdant plus de 30 % de ses entrées. Après six semaines, Sexe entre amis finit son exploitation française en salles avec 539 953 entrées (4 948 898 $ de recettes).

## Distinctions
| Award                   | Catégorie                               | Nomination        | Résultat   |
| ----------------------- | --------------------------------------- | ----------------- | ---------- |
| Teen Choice Awards 2011 | Meilleur acteur dans un film de l'été   | Justin Timberlake | Nomination |
| Teen Choice Awards 2011 | Meilleure actrice dans un film de l'été | Mila Kunis        | Nomination |
| Rembrandt Awards        | Meilleure actrice étrangère             | Mila Kunis        | Nomination |
| People's Choice Awards  | Meilleure comédie                       | Sexe entre amis   | Nomination |
| People's Choice Awards  | Meilleure actrice dans une comédie      | Mila Kunis        | Nomination |

## Analyse